# Hyundai Santa Cruz
Hyundai Santa Cruz – samochód osobowy typu pickup klasy kompaktowej produkowany pod południowokoreańską marką Hyundai od 2021 roku.

## Historia i opis modelu

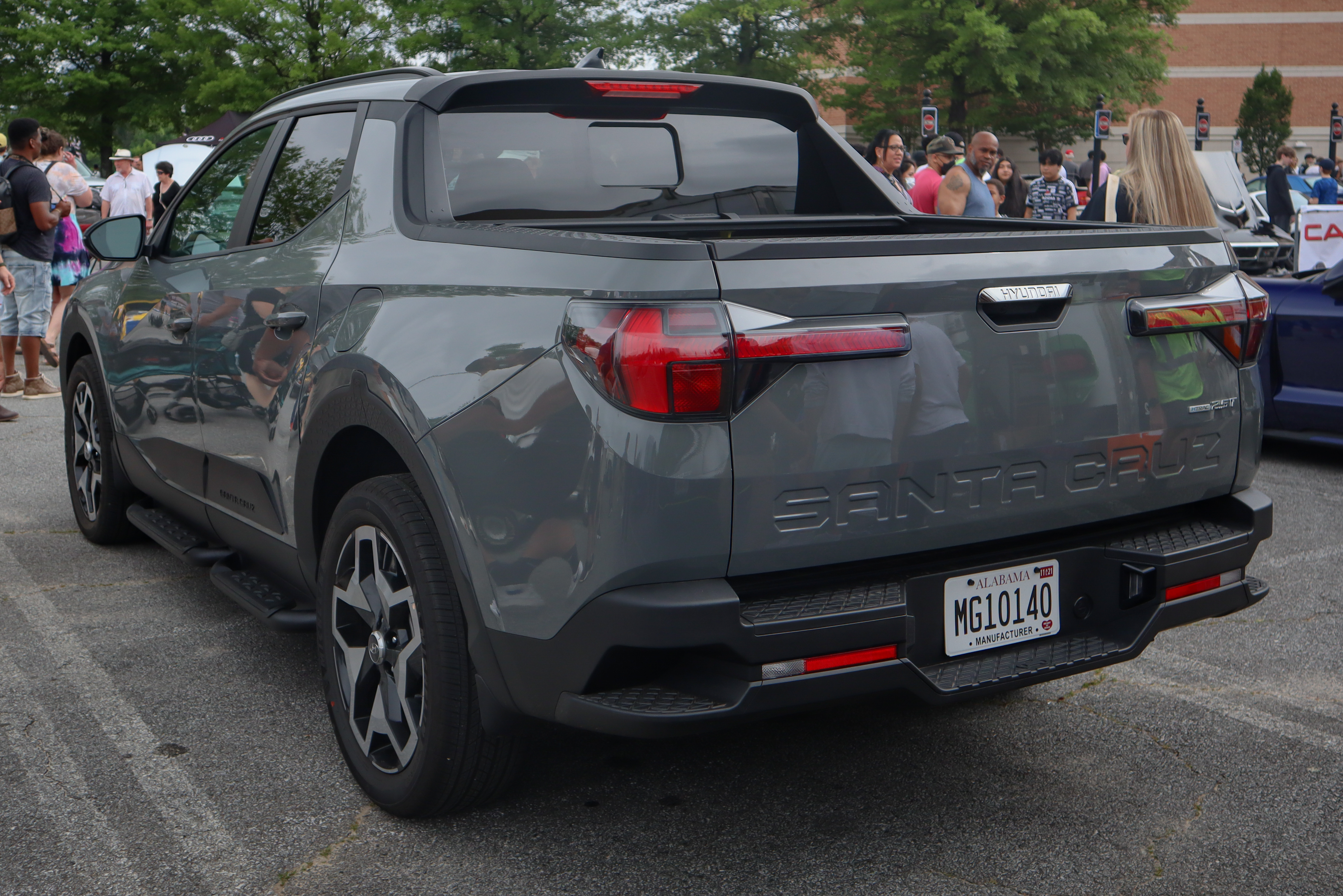
Hyundai Santa Cruz - tył

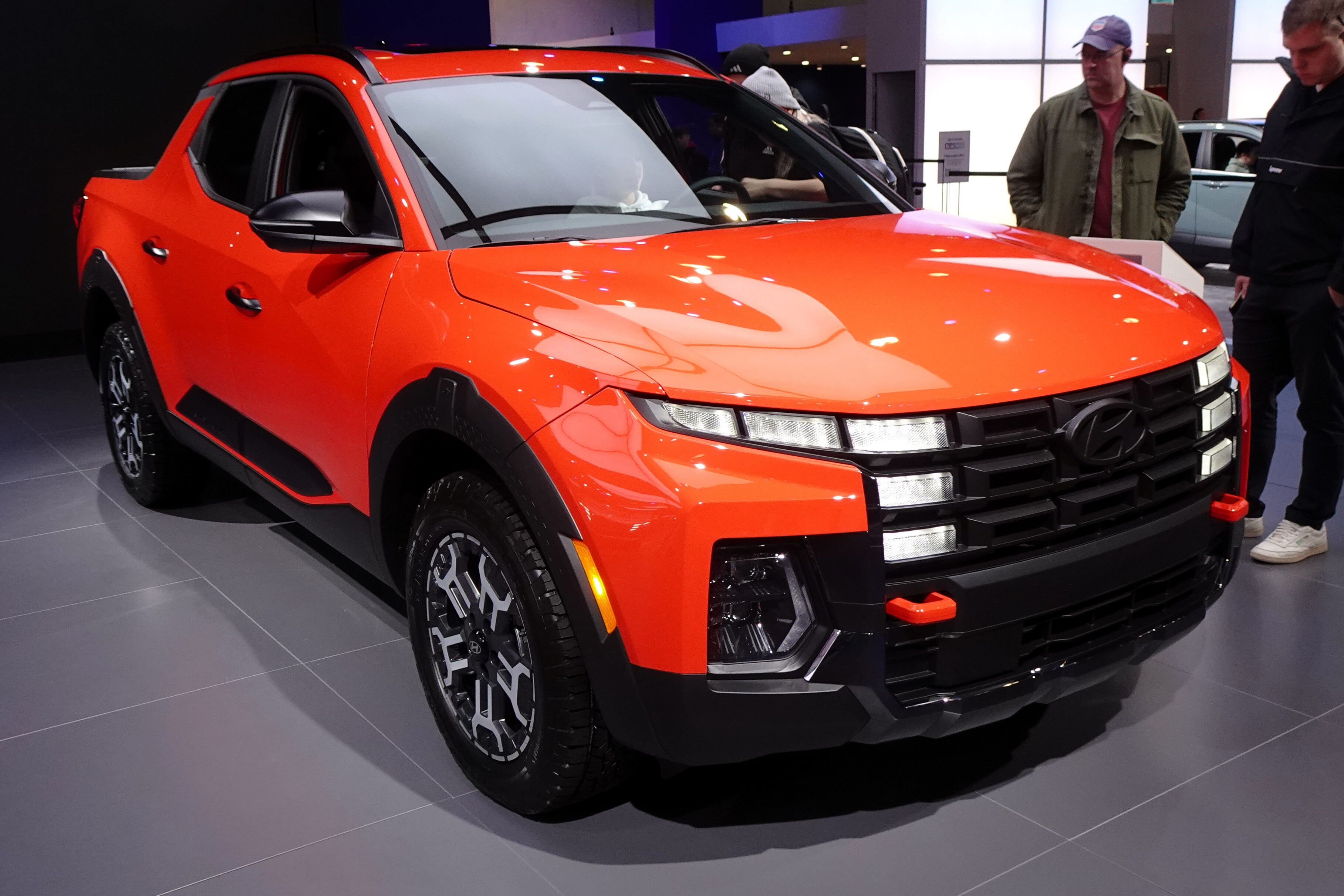
Hyundai Santa Cruz po liftingu

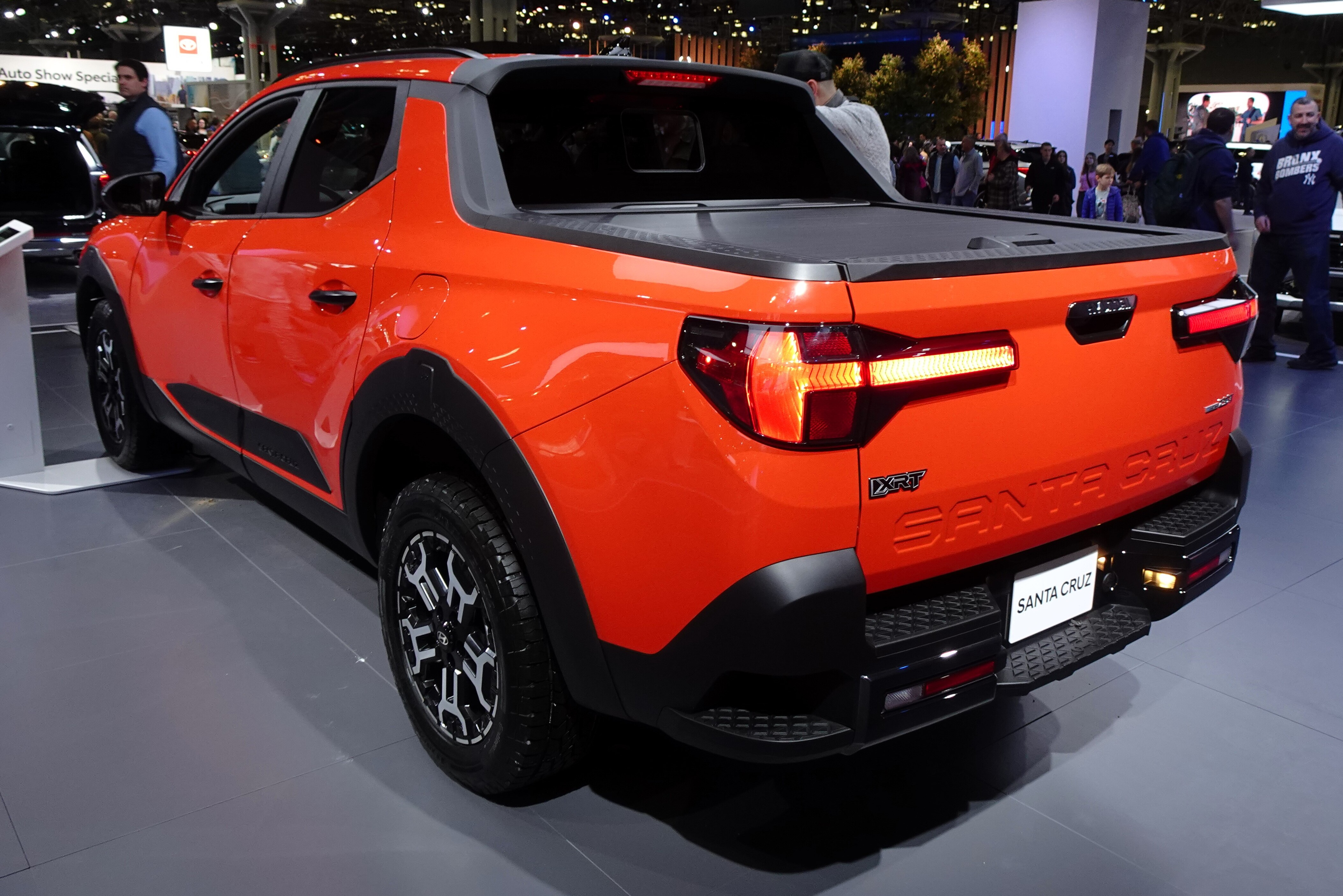
Hyundai Santa Cruz - tył po liftingu

Studyjną zapowiedzią pierwszego pickupa w historii południowokoreańskiego producenta był model Hyundai Santa Cruz Concept, którego premiera odbyła się w styczniu 2015 roku. Dwa i pół roku później, w połowie 2017 roku, Hyundai oficjalnie zapowiedział plany wdrożenia do seryjnej produkcji pickupa z myślą o rynku Stanów Zjednoczonych. Oficjalna premiera samochodu odbyła się w pierwszej połowie kwietnia 2021 roku.
Pod kątem stylistycznym Santa Cruz został upodobniony do gamy crossoverów i SUV-ów Hyundaia, charakteryzując się dwupoziomowymi reflektorami utworzonymi przed wysoko umieszczone pasy diod LED, a także niżej ulokowane reflektory na krawędziach błotników. Pas przedni zdominował duży wlot powietrza, za to czterodrzwiowe nadwozie utrzymano w języku stylistycznym Sensuous Sportiness.
Wzorem SUV-a Tucsona, na którego płycie podłogowej pickup Hyundaia został oparty i z którym dzieli projekt deski rozdzielczej, samochód wzorem niego zdobią liczne przetłoczenia i zadarta ku górze, wysoko zarysowana linia okien. Przedział transportowy płynnie wkomponowany w bryłę nadwozia wieńczy z kolei klapa, na której wytłoczono napis z nazwą modelu oraz umieszczno klamkę z nazwą producenta zamiast tradycyjnego loga. 
W porównaniu do Hyundaia Tucsona, pickup Santa Cruz wyróżnił się dodatkowo dłuższym o 25 centymetrów rozstawem osi, z kolei przedział transportowy charakteryzuje się długością 1,23 metra. Dodatkowo, pod siedziskiem drugiego rzędu siedzeń producent wygospodarował przestrzeń na schowek, do którego dostęp pozyskać można dzięki podniesieniu kanapy.

### Lifting
W marcu 2024 roku, niespełna 3 lata po premierze, Hyundai Santa Cruz przeszedł obszerną restylizację. Pojawił się nowy wzór zderzaków, bardziej kanciasta osłona chłodnicy, a także przeprojektowany układ oświetlenia LED do jazdy dziennej tworzony przez mniejszą liczbę segmentów świetlnych o bardziej kanciastym kształcie. Wzorem równolegle debiutującego zmodernizowanego Tucsona, zastosowano także zupełnie nowy projekt deski rozdzielczej. Zastosowano cyfrowy panel zegarów i dotykowy ekran systemu multimedialnego tworzony przez dwa, zespolone wyświtlacze o przekątnej 12,3 cala. Przemodelowano także fizyczny panel klimatyzacji, nowe koło kierownicy i przemodelowany tunel środkowy.

### Sprzedaż
Za miejsce produkcji Hyundai wybrał amerykańskie zakłady w mieście Montgomery w stanie Alabama, która ma zaopatrywać główny rynek, dla którego Santa Cruz został opracowany i gdzie jest dostępny w sprzedaży od lata 2021 roku - Amerykę Północną. Samochód pozycjonowany jest na rynku nie jako pojazd użytkowy o transportowo-dostawczym charakterze, lecz tzw. pojazd lifestyle'owy o przydomku Sports Activity Vehicle skierowany do potencjalnych nabywców SUV-ów. Nie przewidziano eksportu m.in. do Europy.

### Silniki
- R4 2.0l T-GDI 235 KM
- R4 2.4l GDI 185 KM